# Норфолк Хаус, музичний салон
Норфолк Хаус, музичний салон (англ. Norfolk House, Music Room) — унікальний зразок історичного інтер'єру в аристократичному палаці Лондона доби першого рококо.

## Замовники з роду Норфолк
Палац Норфолк Хаус належав герцогам Норфолк і був їх лондонською резиденцією з 1722 року. Його первісне розташування — західний бік площі Сент-Джеймс. Старовинне приміщення було перебудоване у 1748-1756 роках за проектом архітектора і декоратора  Меттью Бреттингема (1699-1769), учня і помічника уславленого  Вільяма Кента (1685-1748), відомого у Британії послідовника італійця Андреа Палладіо. 
Замовником проекту був Едвард Говард, 9-й герцог Норфолк. Норфолки були католиками у протестантському оточенні, тому були відокремлені від державної політики і діяльності у британському парламенті, головної розваги британських аристократів. Тому Норфолки були зосереджені на приватному житті, пишному побуті і прихильності до мистецтва. Як католики, Норфолки були відкриті не стільки до міщанської і стриманої культури англікан-британців, скільки до пишної аристократичної культури Франції та пізнього бароко Італії на континенті.

## Створення  музичного салону
Замовницею декору музичного салону була Мері, герцогиня Норфолк (що померла 1773 року). Мері була британською католичкою і прихильницею аристократичної культури католицької ж Франції. Так, під час перебування у Парижі вона придбала гобелени для декорування одного з приміщень у лондонський резиденції. Мері запрошувала тільки майстрів, що добре орієнтувались у тодішніх французьких модах і дотримувались у власній практиці французьких стилів. Так, різьблені деталі музичного салону створив різьбяр з роду Cuenot, що походив зі східної Франції з міста Ду,  регіон Франш-Конте.
Декор першого поверху у Норфолк Хаус створив Джованни Баттиста Борра (1713-1770), що походив зі столиці Савойської династії міста Турин. Королі з Савойської династії самі були прихильниками аристократичної культури католицької  Франції, а королівський двір користувався не італійською, а французькою мовою. 
Перший поверх Норфолк Хауса мав парадне декорування, де гості і відвідувачі мали можливість пройти і передивитись низку багато декорованих приміщень, створених навколо зали з парадними сходами. Це були парадна спальня (мода на яку прийшла з Версалю), Зелений салон, зала з гобеленами, придбаними у Парижі і музичний салон.
Музичний салон мав білі стіни, прикрашені лише панелями з різьбленими деталями і визолоченими та намальованими орнаментами. Стеля була  поділена на прямокутники, центри котрих прикрашали невеликими рельєфами з музичними сюжетами. Декор вийшов напричуд стильним, практично з використанням лише білого і золотого кольорів. Акцентами біли лише короткі кольорові завіси. 

## Вплив культурного феномену
Музичний салон Норфолк Хауса як культурний феномен мав помітний вплив на культуру у Британії. За прикладом Норфолк Хауса музичні салони були створені у Кедлстоні, графство Дебішир у 1764-1765 рр. ( архітектор Роберт Адам (1728-1792), в ще одному палаці на площі Сент-Джеймс, в замку-палаці Повдергем (декоратор Джеймс Вайт (1746-1813) у Девоні, у Хітон Холлі (1772- 778), неподалік від міста Манчестер. Музичні салони облаштовували також портативними органами. Орган  у Хітон Холлі збережений з середини 18 століття.

## Ремонти
Музичний салон пройшов через низку ремонтів, що мали охоронний характер, метою котрих було збереження первісного декору. Ремонти проводили у 1815, 1819, 1842-1843, 1859-1860 роках. Дзеркала у салоні, такі важливі для стилю першого рококо,  поновили у 1869 році. Ремонт тільки у 1819 році коштував дві тисячі (2000) фунтів стерлінгів, але теж не мав радикального чи руйнівного характеру.

## Доля музичного салону у 20 столітті
1917 року помер 15-й герцог Норфолк. Палацові інтер'єри стало нікому зберігати і приміщення Норфолк Хауса до 1924 року слугували клубом, потім будинок здали у оренду пані Гаррі Браун. 1937 року будинок придбав багатій Рудольф Палумбо і 1938 року поруйнував його, як і декілька інших аристократичних помешкань у Лондоні у 1920-і та 1930-і роки. 
Про унікальний історичний інтер'єр музичного салону знали, тому домовились з новим володарем і придбали декоративні панелі і навіть палацові двері з різьбленими зображеннями мавпочок  до збірок Музею Вікторії й Альберта. В музеї історії декоративно-ужиткового мистецтва відтворили історичний інтер'єр музичного салону, де сучасним додатком була лише сучасна підлога. Приміщення використовують для концертів класичної музики. Інтер'єр музичного салону доступний для відвідин у музейній залі № 52.